# Тиарелла сердцелистная
Тиарелла сердцелистная (лат. Tiarella cordifolia) — многолетнее травянистое растение, вид растений из семейства Камнеломковые (Saxifragaceae). Изначально под названием Tiarella cordifolia подразумевался единственный вид рода Тиарелла (Tiarella), произрастающий на восточной части США, но в 2021 году род был разделён на несколько таксонов. Это изменило смысл употребления названия. Чтобы избежать путаницы, термин Tiarella cordifolia s.s. (sensu stricto, «в узком смысле») используется для нового таксона, тогда как Tiarella cordifolia s.l. (sensu lato, «в широком смысле») обозначает традиционно понимавшийся таксон.
Tiarella cordifolia в широком смысле (sensu lato) распространена на обширной территории восточной части Северной Америки, тогда как Tiarella cordifolia в узком смысле (sensu stricto) встречается лишь на Восточном побережье США. Садовые культивары Tiarella ценятся в декоративном садоводстве за прямостоячие стебли с мелкими цветками кремового цвета.

## Этимология
Родовое название Tiarella означает «маленький тюрбан» или тиара (лат. tiara; от др.-греч. τιάρα), что связано с формой плодовых коробочек.
Видовой эпитет cordifolia означает «с сердцевидными листьями», что характерно для всех таксонов рода Tiarella, произрастающих на востоке Северной Америки.

## Описание

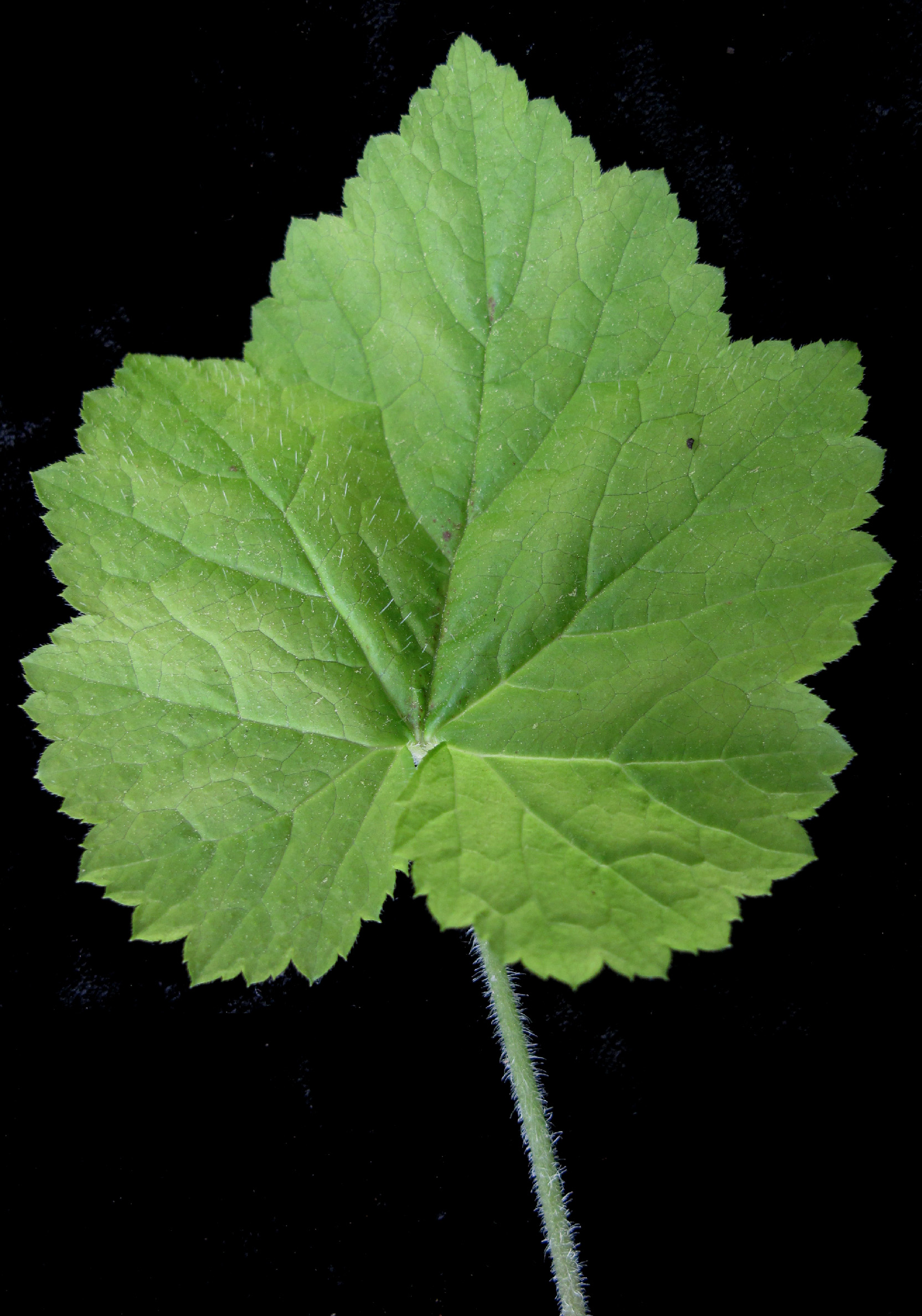
Лист

Травянистое многолетнее растение с чешуйчатым горизонтальным корневищем.
Прикорневые листья сердцевидной формы, с опушёнными черешками длиной до 20 см. Оба края листовой пластинки равномерно покрыты волосками.
Цветонос прямостоячий, высотой 15–40 см, несёт верхушечную кисть из 15–50 мелких белых, пушистых цветков. Каждый цветок состоит из 5 чашелистиков, 5 лепестков и 10 длинных тонких тычинок, превышающих лепестки по длине. Семенные коробочки неравны, раскрываются вдоль внутренних швов, высвобождая несколько бугорчатых семян.

### ОпределениеTiarella cordifoliasensu stricto
Некоторые виды Tiarella образуют столоны (например, T. austrina, T. stolonifera) или имеют стеблевые листья (T. nautila, T. austrina). У некоторых (включая T. austrina, T. nautila, T. wherryi) прикорневые листья крупные, с вытянутой верхушечной долей. Tiarella cordifolia s.s. не обладает ни одной из этих черт.
Сердцевидные листья Tiarella cordifolia s.l. схожи с листьями других родов, из-за чего растение можно спутать, например, с Mitella diphylla — близким видом с похожим ареалом и средой обитания. В случае отсутствия цветков различие можно определить по ориентации волосков на черешке прикорневого листа: у Tiarella волоски торчат наружу под углом 90°, а у M. diphylla — длинные, редкие, отогнуты назад под углом 45° или меньше.
Для точной идентификации T. cordifolia s.s. необходимо наличие всех следующих признаков:
- Столоны отсутствуют.
- Прикорневые листья почти равной длины и ширины.
- Лопасти прикорневых листьев тупые или округлённые, с невыраженной верхушечной долей.
- Цветонос не имеет листьев или листовидных прицветников.

Если у растения есть столоны — это не Tiarella cordifolia s.s., а, вероятнее всего, Tiarella stolonifera или T. austrina. При этом прочие признаки T. stolonifera и T. cordifolia s.s. идентичны, поэтому отличить их трудно. T. cordifolia s.s. также близка к Tiarella wherryi, от которой отличается только формой прикорневых листьев.

## Экология

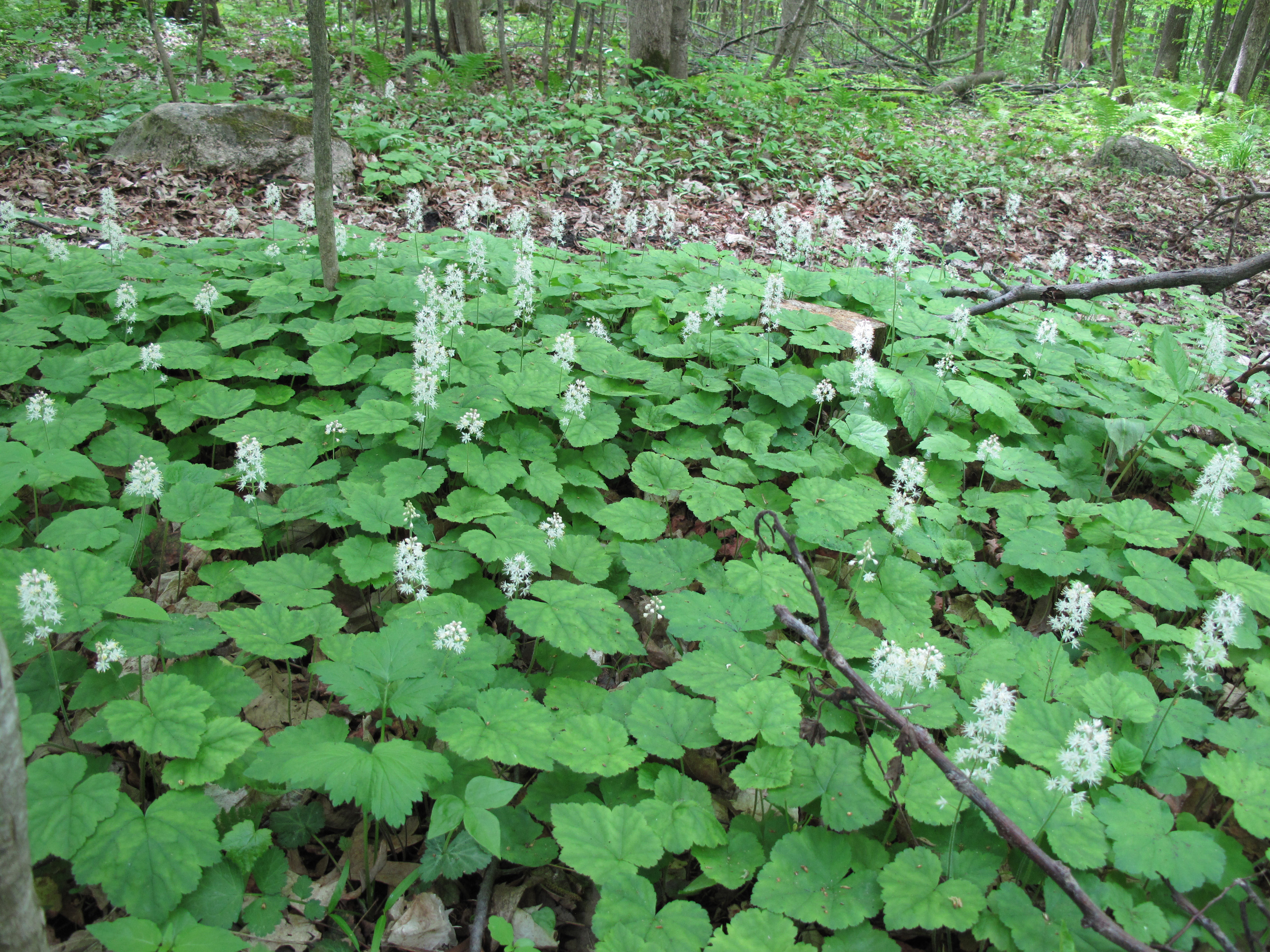
Общий вид группы цветущих растений в естественной среде обитания

Tiarella cordifolia sensu lato цветёт с марта по июль.
Эксперименты по оплодотворению показали, что Tiarella cordifolia крайне самонесовместима и поэтому требует насекомых для опыления. Её опылителями могут быть разнообразные насекомые, включая пчёл, бабочек и журчалок, однако подробные научные данные о механизмах опыления пока отсутствуют.
Ранние описания Tiarella cordifolia сообщали об опылении пчелами. Более обширное исследование весенних полевых цветов в Северной Каролине, показало, что наиболее частыми посетителями были двупятнистый шмель (Bombus bimaculatus) и жужжало большой (Bombylius major), оба из которых встречаются в Нью-Джерси. Также время от времени отмечались несколько других видов пчёл.
Tiarella cordifolia не производит нектар, полагаясь вместо этого на свою густую массу мелких цветов для привлечения посетителей.

## Места обитания
Типичное местообитание — в лиственных листопадных лесах умеренного пояса.

## Таксономия

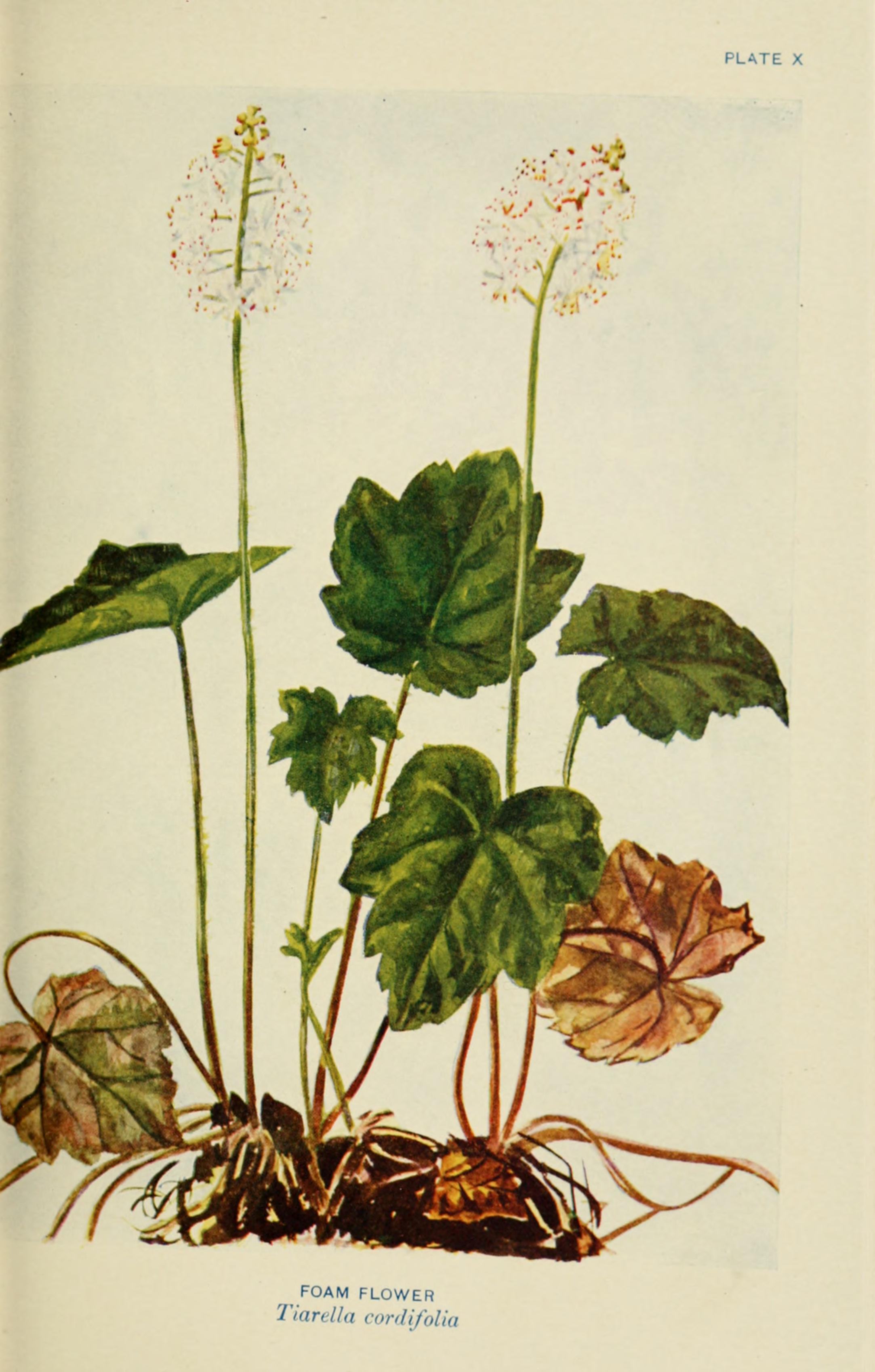
Парсонс, Фрэнсис Теодора 1902 года

Впервые вид описан шведским ботаником Карлом Линнеем в 1753 году. Линней располагал двумя гербарными образцами, из-за чего типовой экземпляр оставался неясным до 1991 года, когда один из них был назначен лектотипом. Он был собран Джоном Клейтоном в северо-восточной Виргинии, однако точная дата сбора неизвестна. В 1738 году Линней ошибочно упомянул этот образец под названием Mitella scapo nudo в Hortus Cliffortianus, но в 1753 году ошибка была исправлена в Species Plantarum. Название ложная мителла происходит от внешнего сходства с растениями рода Mitella.
Таксономия Tiarella cordifolia остаётся сложной. Разные источники признают от одного до пяти родственных видов, включая формы внутривидового ранга. Например:
- Flora of North America (FNA) — признаёт один вид без внутривидовых таксонов[2].
- Министерство сельского хозяйства США (USDA) — один вид с тремя разновидностями.
- Plants of the World Online — разделяет на пять видов без подвидов.

Таксономия USDA признает три разновидности:
- Tiarella cordifolia var. austrina Lakela
- Tiarella cordifolia var. collina Wherry
  - Tiarella cordifolia var. cordifolia

Tiarella cordifolia var. austrina была описана американским ботаником Ольгой Лакела в значимой статье, опубликованной в 1937 году. Лакела отметила два важных факта, касающихся растения, известного как Tiarella cordifolia L. Во-первых, многие (хотя и не все) представители этого вида образуют столоны (т. е. надземные ползучие побеги); во-вторых, у растений может быть либо стебель с листьями, либо голый стебель. На северной части ареала вид, как правило, имеет голый стебель, тогда как на юге наличие стеблевых листьев скорее правило, чем исключение. Согласно описанию Лакелы, var. austrina охватывает растения со столонами, произрастающие на юго-востоке США. Хотя эта разновидность обычно имеет стеблевые листья, Лакела не считала это признаком таксономического значения и, следовательно, не использовала его для различения var. austrina и номинативной разновидности.
Лейкела выделила популяцию растений, у которых отсутствовали столоны, в новый вид. Известный как Tiarella wherryi Lakela, он имеет базальные листья и стеблевые листья, похожие на var. austrina, отличаясь только образованием столонов. Вид был назван в честь Эдгара Уэрри, ботаника, который собрал образцы, упомянутые Лейкелой. В 1940 году сам Уэрри описал Tiarella cordifolia var. collina, не образующую столонов разновидность Tiarella cordifolia var. cordifolia, которая, как считалось, отличается от Tiarella wherryi Lakela. Однако, согласно таксономии USDA, последний является синонимом Tiarella cordifolia var. collina Wherry.
И Лакела, и Уэрри считали северную столонообразующую форму номинативной разновидностью вида. Лакела прямо описала Tiarella cordifolia var. typica для обозначения этого таксона. К сожалению, это название было опубликовано недействительно (nom. inval.), поэтому в таксономии Министерства сельского хозяйства США (USDA) для обозначения растений со столонами из северо-восточной части США и прилегающих районов Канады используется название var. cordifolia.
Несмотря на работы Лакелы, Уэрри и других, упрощённая таксономия, представленная во Flora of North America (FNA), признаётся рядом авторитетных источников. Таксономия USDA используется реже.
Долгое время ботаники считали северную столонообразующую форму, впервые описанную Лакелой, типичной разновидностью этого вида. В 2021 году Гай Несом представил убедительные доказательства того, что типовой экземпляр Tiarella cordifolia L. был собран в северо-восточной Виргинии — регионе, где столонообразующая форма вида не встречается. На основе этого Несом предложил масштабный пересмотр рода, в рамках которого Tiarella cordifolia в широком смысле (sensu lato) разделена на пять близкородственных видов:
Tiarella cordifolia sensu lato:
- Tiarella austrina (Lakela)  G.L.Nesom
  - Синоним: Tiarella cordifolia var. austrina Lakela
- Tiarella cordifolia L. sensu stricto
  - Синоним: Tiarella cordifolia var. collina Wherry
- Tiarella nautila G.L.Nesom
- Tiarella stolonifera G.L.Nesom
  - Синоним: Tiarella cordifolia var. typica Lakela
- Tiarella wherryi Lakela

В узком смысле (sensu stricto) Tiarella cordifolia L. обозначает бесстолонную форму, произрастающую вдоль восточного побережья США. Новый вид Tiarella stolonifera представляет собой широко распространённую северную столонообразующую форму, которую Лакела, Уэрри и другие ранее считали типичной формой Tiarella cordifolia. Южная столонообразующая форма, которую Лакела обозначила как Tiarella cordifolia var. austrina, была повышена до уровня вида. Наконец, Несом возродил название Tiarella wherryi Lakela, определив его как форму без стеблевых листьев, одновременно описав новый южный бесстолонный вид со стеблевыми листьями — Tiarella nautila.
По состоянию на октябрь 2022 года классификация, предложенная Несомом, признана базой Plants of the World Online и рядом других авторитетных источников. Эта таксономия особенно популярна на юго-востоке США, где наблюдается наибольшее разнообразие Tiarella cordifolia в широком смысле (sensu lato).
Таксономические концепции Лакелы и Несома сходятся в том, что наличие или отсутствие столонов обоснованно выделяется на уровне отдельных видов, однако они расходятся во взглядах на стеблевые листья. Лакела считала, что наличие стеблевых листьев «не имеет таксономического значения», тогда как Несом описал два новых вида (T. austrina и T. nautila), основываясь лишь на этом признаке.

## Охранный статус
Tiarella cordifolia sensu lato имеет пиродоохранный статус G5 (таксон не под угрозой, угрозы исчезновения полностью отсутствуют на протяжении всего ареала организма). Вид встречается часто или обычен на большей части своего широкого распространения, но становится редким на окраинах своего ареала, в Висконсине и на западе Верхнего полуострова Мичигана, Новой Шотландии, Нью-Джерси и Миссисипи. Судя по оценкам в отдельных штатах, можно сделать вывод, что Tiarella cordifolia sensu stricto также не вызывает опасений с точки зрения охраны.

## Выращивание
Tiarella cordifolia удостоена награды Award of Garden Merit (Награда за садовые достоинства) от Королевского садоводческого общества Великобритании. В отличие от других сортов рода Tiarella, она хорошо распространяется с помощью корневищ, но при этом не проявляет агрессивной экспансивности, характерной для многих популярных почвопокровных растений.
Для тиареллы сердцевидной подходит условия, приближенные к лесу: полутень (4–6 часов солнца в день) или глубокая тень (менее 4 часа солнца в день). Её можно высаживать под кронами деревьев. Растение морозостойко до 3 зоны USDA. Растение предпочтет нейтральные или кислые, влажные, хорошо дренированные почвы. Растение может выдерживать непродолжительные засухи и не любит застоя воды.

### Некоторые сорта и гибриды
Культивары также иногда относят к гибридному роду Гейхерелла (гибриды с гейхерами).

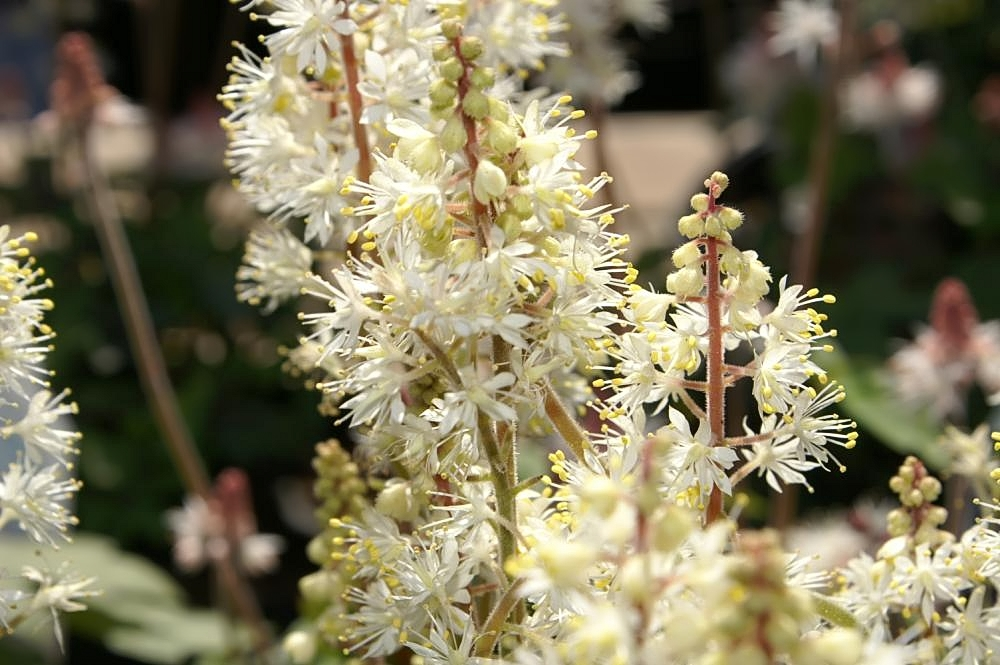
Brandywine
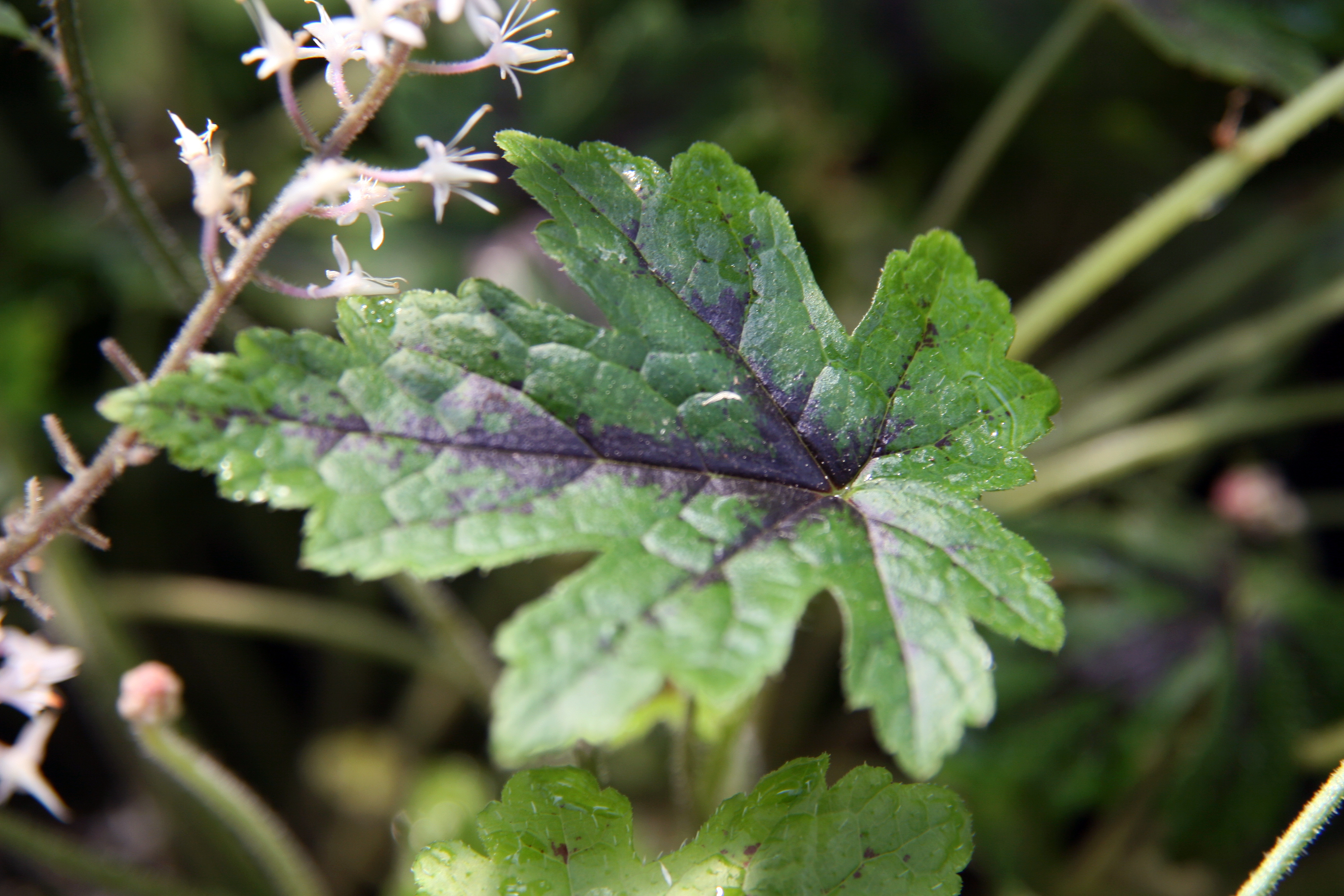
Elizabeth Oliver
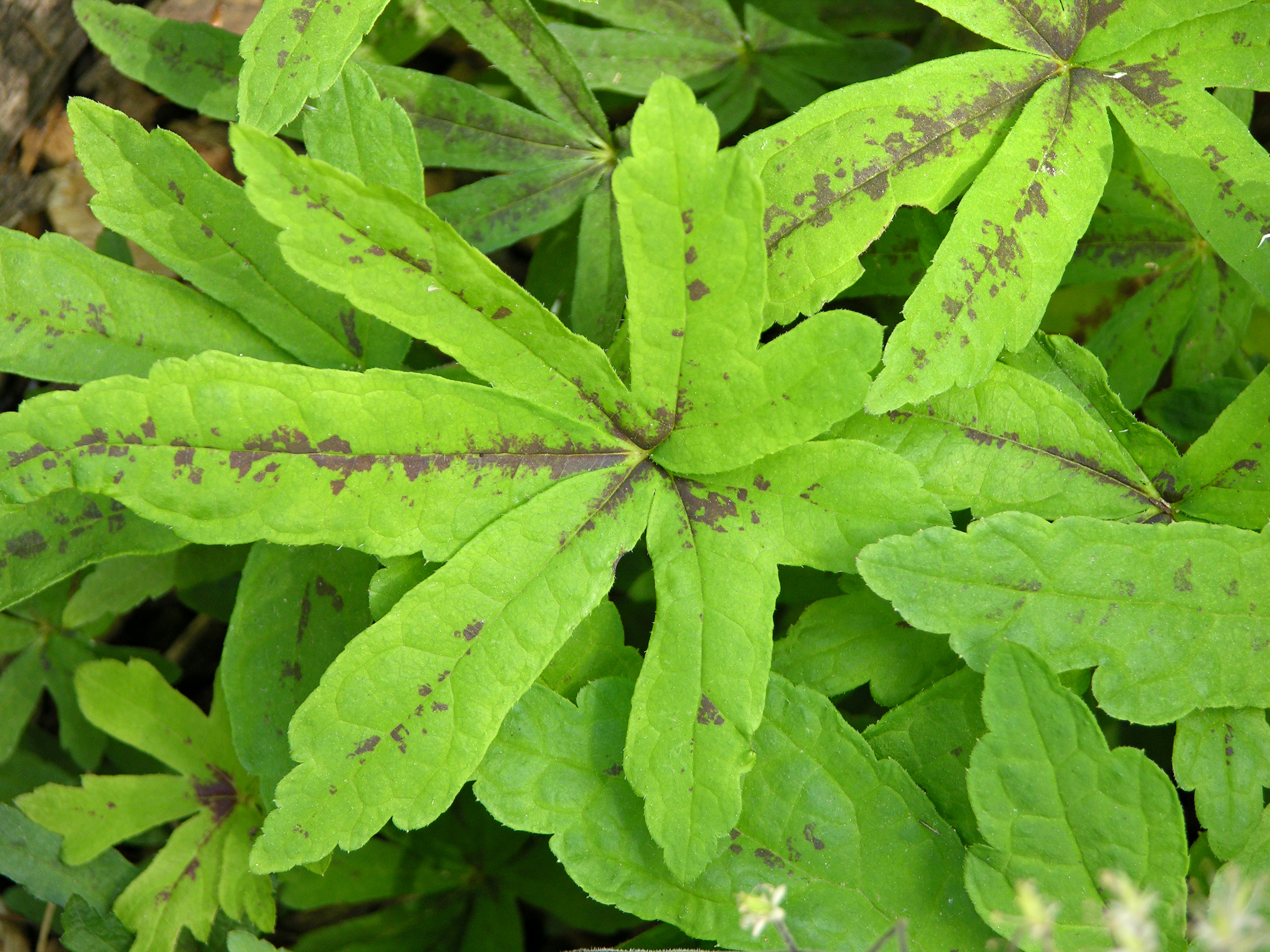
Oak Leaf
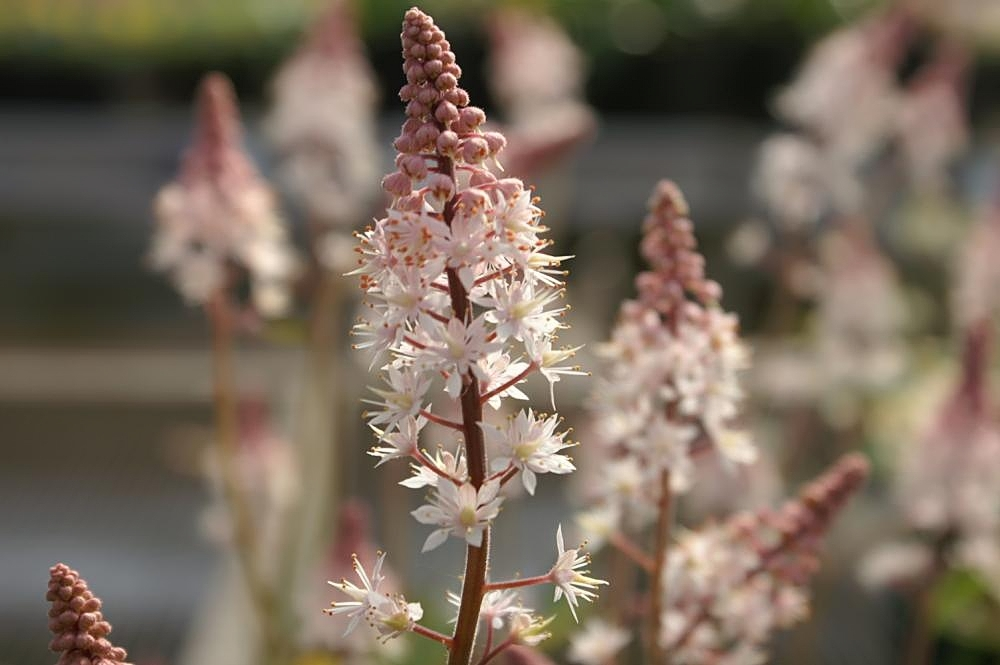
Pink Bouquet
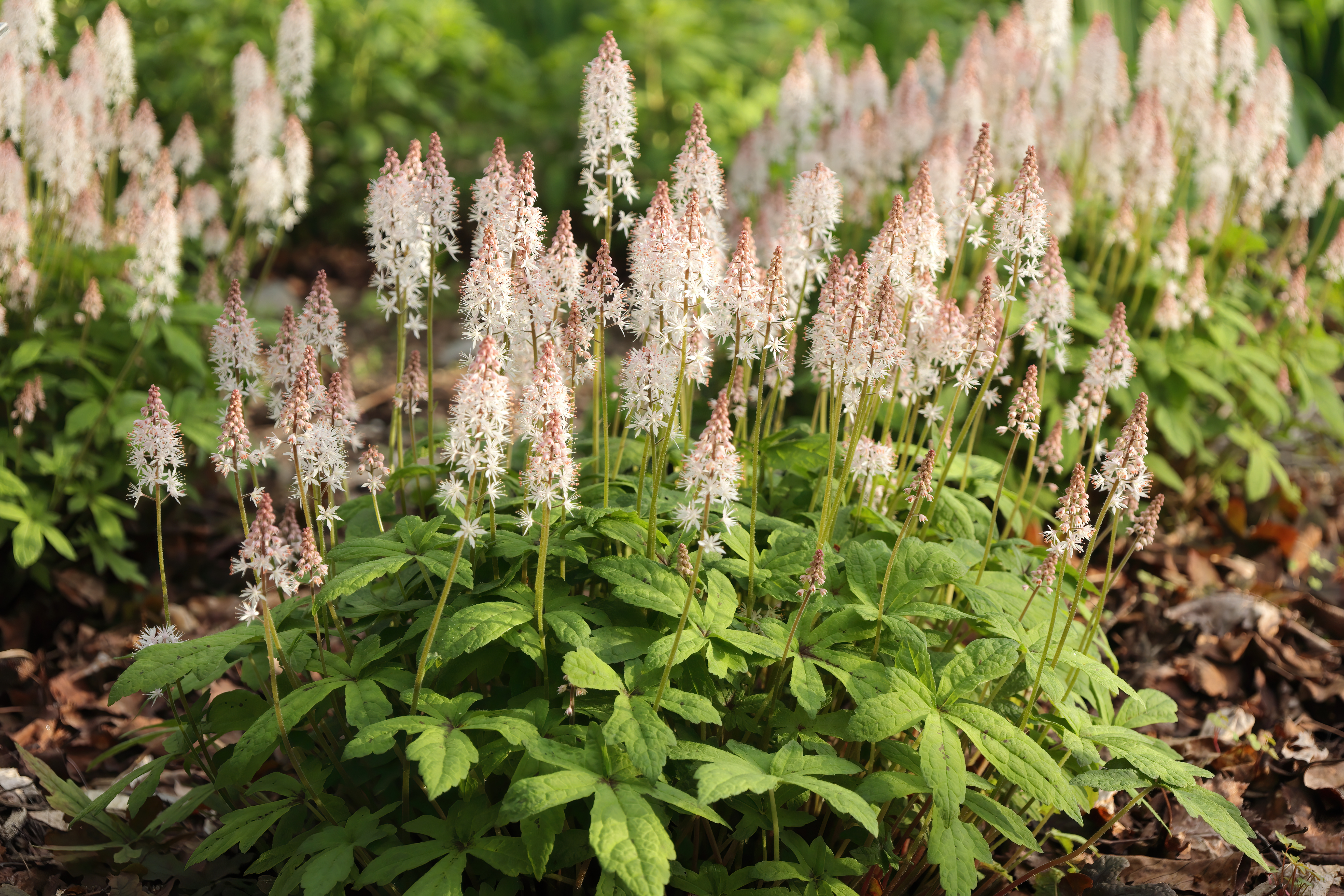
Spring Symphony
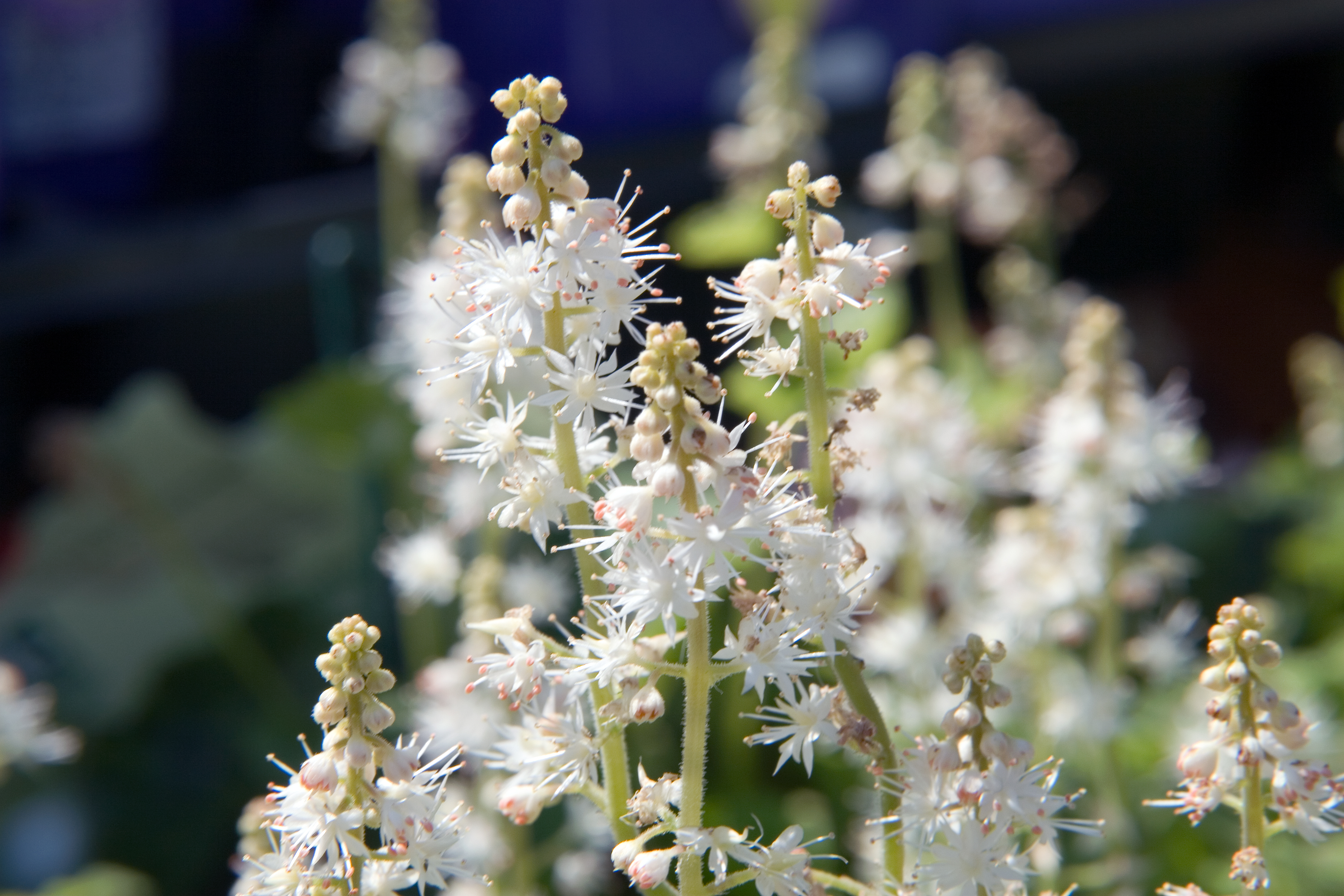
Running Tapestry

- Angel Wings — миниатюрный, гибрид с очень рассечёнными, дольчатыми и иногда многоярусными, средне-зелёными листьями с тёмно-красными центральными отметинами[24].
- Brandywine — сорт авторства Синклера Адамса из питомника Данвеган, считается одним из самых быстрорастущих, листья с красными прожилками[21], цветки бело-розовые[25].
- Crow Feather — сорт с бордовым рисунком на листьях, цветки кремовые[26][27].
- Oakleaf — более разрезные листья, похожие на листья дуба, и белые цветки[28][29]. Осенью листья краснеют[21].
- Pink Skyrocket — гибридный сорт с розовыми соцветиями, был выведен Дэниелом М. Хеймсом из питомника Terra Nova Nurseries из одного из многих сеянцев, которые были результатом массового опыления межвидовых гибридов и видов в теплице в Кэнби, штат Орегон. Его точное происхождение неизвестно[30][31].
- Running Tapestry — сорт с красно-крапчатыми листьями в форме сердца и белыми цветками[21].
- Starburst — листья сильнорассечённые, светло-зелёные с красно-коричневыми центральными прожилками; цветки белые, с пурпуровым оттенком, бутоны розовые; высотой до 30 см с цветоносами и диаметром до 38 см[32][33]
- Sugar and Spice — сорт имеет блестящие, глубоко лопастные, кружевные листья с малиновой отметиной посередине, цветки бледно-розовые и белые[21].